# Engelsbergs bruk
59°58′00″N 16°00′30″Ø / 59.96667°N 16.00833°Ø
Engelsbergs bruk er et tidligere jernværk, der  ligger lige uden for Ängelsberg, ca. 10 km sydøst for  Fagersta i Västmanlands län i Sverige. 
Værket blev anlagt i 1681 af herredshøvding Per Larsson Gyllenhöök (1645-1706). Han og sønnen  Anders Gyllenhöök (1674-1757) udviklede værket, så det i begyndelsen af 1700-tallet bestod af tre hytter, tre masseovne, tre hammersmedjer, en sav og en vandmølle. Det blev et af verdens mest moderne jernværker i 1700-talet. Ved værket ligger der en herregård, park, værkkontor, arbejderboliger og industribygninger. Engelsberg er det eneste værk i Sverige, som har både bygninger og det  meste af fabrikken. 
Anders Gyllenhöök solgte Engelsberg i 1728 til familien Söderhielm, som i 1700-tallet udviklede værket. I 1800-tallet ejedes Engelsberg af familien Timm. Generalkonsul Axel Axson Johnson købte det i 1916 og lod det komme under  Avesta Jernverks forvaltning; Tre år senere blev værket nedlagt. Nu ejes Engelsbergs bruk af Nordstjernan AB, som med hjælp fra Riksantikvarieämbetet restaurerede det i 1970'erne.
Engelsberg bruk indgår som en del i Ekomuseum Bergslagen.

## Verdensarv
Engelsbergs bruk blev optaget på UNESCOs Verdensarvsliste i 1993. Motiveringen  lød:
| Citat | Engelsberg er et enestående eksempel på et betydeligt europæiskt industrikompleks fra 16 - 1800-tallet, med vigtige teknologiske installationer og tilknyttede administrative bygninger og boliger intakte. | Citat |
|       | |       |